# Йонкі
Йонкі (пол. Jonki) — село в Польщі, у гміні Конажини Хойницького повіту Поморського воєводства.
У 1975-1998 роках село належало до Слупського воєводства.